# 리만 곡면 자기 동형군
리만 곡면 이론에서, 리만 곡면의 자기 동형군(自己同型群, 영어: automorphism group)은 정칙 함수이며 그 역함수 또한 정칙 함수가 되는 전단사 자기 함수들로 구성된 군이다. 종수 1 이하에서는 이는 복소수 리 군을 이루지만, 종수 2 이상에서는 이는 유한군이며, 그 크기의 상계는 후르비츠 자기 동형군 정리(영어: Hurwitz automorphism theorem)에 의하여 주어진다. 이 상계를 포화시키는 리만 곡면을 후르비츠 곡면(Hurwitz曲面, 영어: Hurwitz surface)이라고 한다.

## 정의
리만 곡면 {\displaystyle \Sigma }의 자기 동형은 다음 조건을 만족시키는 자기 함수
{\displaystyle f\colon \Sigma \to \Sigma }
이다.
- 전단사 함수이다.
- 정칙 함수이다.
- 그 역함수 {\displaystyle f^{-1}\colon \Sigma \to \Sigma } 역시 정칙 함수이다.

이들은 합성에 대하여 군을 이룬다. 이를 리만 곡면 {\displaystyle \Sigma }의 자기 동형군이라고 한다.

## 성질
후르비츠 자기 동형군 정리(영어: Hurwitz automorphism theorem)에 따르면, 종수 {\displaystyle g\geq 2}의 연결 콤팩트 리만 곡면 {\displaystyle \Sigma _{g}}의 자기 동형군의 크기는 다음과 같은 상계를 따른다.
{\displaystyle |\operatorname {Aut} (\Sigma _{g})|\leq 84(g-1)}
이 상계를 포화시키는 연결 콤팩트 리만 곡면을 후르비츠 곡면(영어: Hurwitz surface)이라고 하며, 그 자기 동형군을 후르비츠 군(영어: Hurwitz group)이라고 한다.

### 후르비츠 군
모든 후르비츠 군은 (2,3,7)-폰 뒤크 군 {\displaystyle \operatorname {D} (2,3,7)=\langle a,b|a^{2}=b^{3}=(ab)^{7}=1\rangle }의 몫군이며, 유한군이며, (정의에 따라) 그 크기는 84의 배수이다.

## 쌍곡선의 관점에서 해석
미분 기하학의 기본 주제 중 하나는 양의 곡률, 영의 곡률, 음의 곡률 K의 리만 다양체 사이의 삼분법이다. 그것은 다양한 상황과 여러 수준에서 나타난다. 콤팩트한 리만 곡면 X 의 맥락에서 리만 균일화 정리를 통해 이는 서로 다른 위상의 곡면 간의 구별로 볼 수 있다.
- X는 구, K > 0가 있는 종수 0의 콤팩트 리만 곡면 ;
- X 편평한 원환체 또는 타원 곡선, K  = 0가 있는 속 1의 리만 곡면;
- X는 1보다 크고 K. < 0를 갖는 쌍곡면이다.

처음 두 경우에서 곡면 X는 무한히 많은 등각 자기동형사상을 허용하지만(사실 등각 자동형 군은 구의 경우 3차원이고 원환체의 경우 1차원의 복소 리 군이다), 쌍곡선 리만 곡면은 이산형만 허용한다. 자동형 집합. 후르비츠의 정리는 실제로 더 많은 것이 사실이라고 주장한다. 이는 속의 함수로서 자기 동형 군의 차수에 대한 균일한 경계를 제공하고 경계가 날카로운 리만 곡면을 특성화한다.

## 예
각 종수 별로, 자기 동형군의 최대 크기는 다음과 같다.
| 종수 g | 자기 동형군의 최대 크기         | 후르비츠 상계 포화? | 곡면의 이름 | 곡면의 자기 동형군                                                   |
| ------ | ------------------------------- | ------------------- | --- | -------------------------------------------------------------------- |
| 0      | {\displaystyle 2^{\aleph _{0}}} | N/A                 | 리만 구 | {\displaystyle \operatorname {PGL} (2;\mathbb {C} )} (뫼비우스 변환) |
| 1      | {\displaystyle 2^{\aleph _{0}}} | N/A                 | 타원 곡선 {\displaystyle \mathbb {C} /(z\sim z+1\sim z+\tau )}                                                    | 항등원의 연결 성분이 콤팩트 아벨 덧셈군인 콤팩트 복소수 리 군        |
| 2      | 48                              | ❌                  | 볼차 곡선(영어: Bolza curve) {\displaystyle \operatorname {Proj} (\mathbb {C} [x,y,z]/(y^{2}z^{3}-x^{5}+xz^{4}))} | {\displaystyle \operatorname {GL} (2;\mathbb {F} _{3})}              |
| 3      | 168                             | ⭕                  | 클라인 4차 곡선                                                                                                   | {\displaystyle \operatorname {PSL} (2;\mathbb {F} _{7})}             |
| 4      | 120                             | ❌                  | 브링 곡선(영어: Bring curve)                                                                                      | {\displaystyle \operatorname {Sym} (5)} (5차 대칭군)                 |
| 5      | 192                             | ❌                  | |                                                                      |
| 6      | 150                             | ❌                  | |                                                                      |
| 7      | 504                             | ⭕                  | 맥비스 곡선(영어: Macbeath curve)                                                                                 | {\displaystyle \operatorname {PSL} (2;\mathbb {F} _{8})}             |
| 8      | 336                             | ❌                  | |                                                                      |
| 9      | 320                             | ❌                  | |                                                                      |
| 10     | 432                             | ❌                  | |                                                                      |
| 11     | 240                             | ❌                  | |                                                                      |

후르비츠 상계가 포화되는 종수들의 값들은 무한히 많으며, 마찬가지로 후르비츠 상계가 포화되지 않는 종수들의 값 또한 무한히 많다. 후르비츠 상계가 포화되는 종수들 가운데 가장 작은 것들은 다음과 같다. (OEIS의 수열 A179982)
3, 7, 14, 17, 118, 129, 146, 385, 411, 474, 687, 769, 1009, 1025, 1459, 1537, 2091, 2131, 2185, 2663, 3404, 4369, 4375, 5433, 5489, 6553, 7201, 8065, 8193, 8589, 11626, 11665, …
종수 3과 7에서는 후르비츠 상계를 포화시키는 연결 콤팩트 리만 곡면이 유일하지만, 종수 14에서는 후르비츠 상계를 포화시키는, 세 개의 서로 다른 (서로 동형이 아닌) 연결 콤팩트 리만 곡면들이 존재한다.

### 구성

후르비츠 군과 곡면은 (2,3,7) 슈바르츠 삼각형에 의한 쌍곡선 평면의 쪽매맞춤을 기반으로 구성된다.

후르비츠 군의 예를 얻기 위해 쌍곡선 평면의 (2,3,7) 쪽매맞춤부터 시작하겠다. 전체 대칭 군은 각도 π/2, π/3 및 π/7을 갖는 하나의 기본 삼각형의 측면에 걸친 반사에 의해 생성된 전체 (2,3,7) 삼각형 군이다. 반사는 삼각형을 뒤집고 방향을 변경하므로 삼각형을 쌍으로 결합하여 방향을 유지하는 쪽매맞춤 다각형을 얻을 수 있다. 후르비츠 곡면은 쌍곡선 평면의 무한 쪽매맞춤 부분을 g 의 콤팩트한 리만 곡면으로 '닫음'으로써 얻는다. 이는 반드시 정확히 84( g − 1)개의 이중 삼각형 타일을 포함한다.
다음 두 개의 일반 쪽매맞춤에는 원하는 대칭 군이 있다. 회전 군은 모서리, 꼭지점 및 면에 대한 회전에 해당하는 반면, 전체 대칭 군에는 반사도 포함된다. 쪽매맞춤의 다각형은 기본 영역이 아니다. (2,3,7) 삼각형에 의한 쪽매맞춤은 이 두 가지를 모두 개선하며 규칙적이지 않다.
| 위수 3 칠각형 쪽매맞춤 | 위수 7 삼각형 쪽매맞춤 |

위토프 구성은 여기에 제공된 두 개의 일반 타일을 포함하여 8개의 균일한 쪽매맞춤을 생성하여 추가로 균일한 쪽매맞춤을 생성한다. 이것들은 모두 후르비츠 곡면으로 내려와 곡면의 쪽매맞춤(삼각형, 칠각형 쪽매맞춤 등)을 생성한다. ).
위의 주장으로부터 후르비츠 군 G는 두 개의 생성원 a 와 b 와 세 개의 관계를 갖는 군의 유한 몫이라는 속성을 특징으로 한다는 것을 추론할 수 있다.
{\displaystyle a^{2}=b^{3}=(ab)^{7}=1,}
따라서 G는 위수 2와 3인 두 원소에 의해 생성된 유한 군이며, 그 곱의 위수는 7이다. 보다 정확하게는 후르비츠 곡면, 즉 주어진 속의 곡면에 대한 자기 동형 군의 최대 위수를 실현하는 쌍곡면은 주어진 구성에 의해 얻을 수 있다. 이것이 허비츠 정리의 마지막 부분이다.

## 후르비츠 군 및 곡면의 예

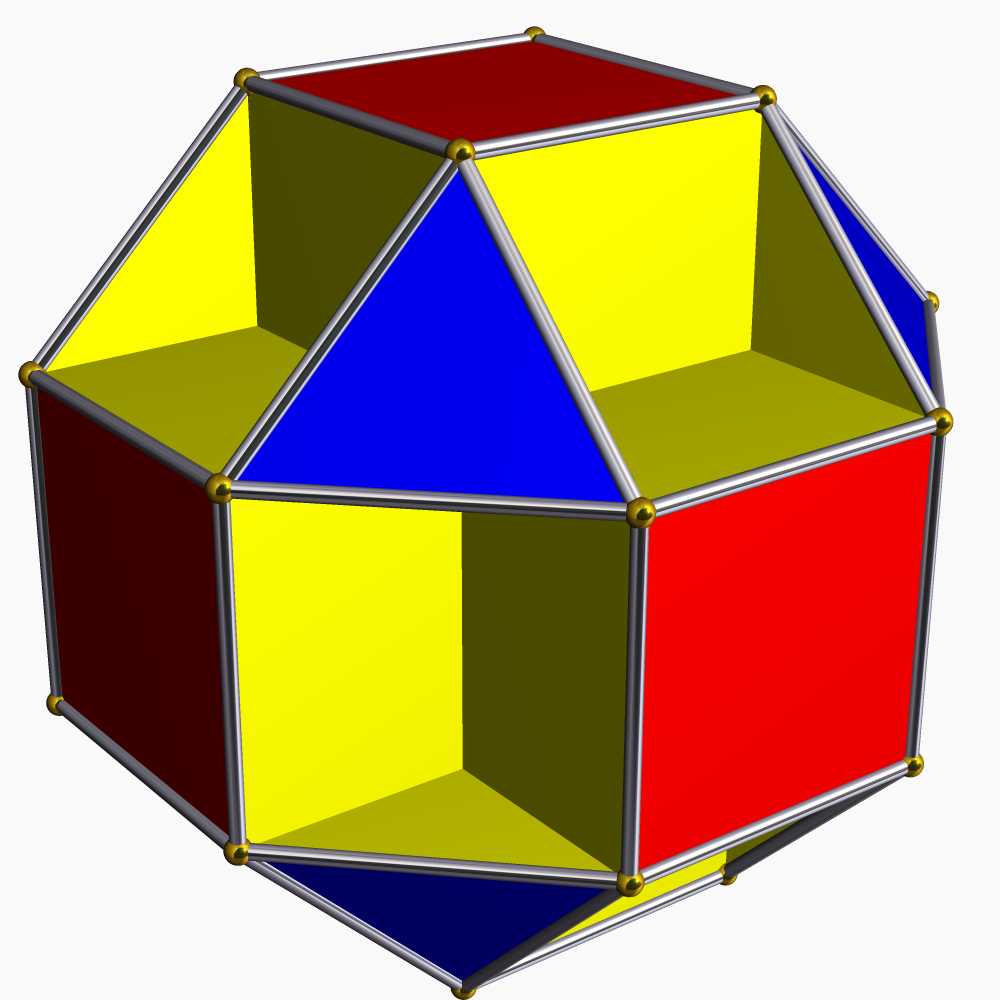
작은 입방육팔면체는 24개의 꼭지점에서 만나는 56개의 삼각형으로 이루어진 클라인 사차 쪽매맞춤의 다면체 몰입이다.

가장 작은 후르비츠 군은 168차의 사영 특수 선형 군 PSL(2,7) 이고 해당 곡선은 클라인 4차 곡선이다. 이 군은 PSL(3,2) 와도 동형이다.
다음은 504차 자기동형 군 PSL(2,8)을 갖는 Macbeath 곡선이다. 더 많은 유한 단순 군은 후르비츠 군이다. 예를 들어 교대 군 중 64개를 제외한 모든 군은 후르비츠 군이며, 후르비츠가 아닌 가장 큰 예는 167차이다. 후르비츠 군인 가장 작은 교대 군은 A 15이다.
가장 큰 랭크의 사영 특수 선형군은 후르비츠 군이다 (Lucchini, Tamburini & Wilson 2000). 낮은 랭크의 경우 후르비츠와 같은 군이 더 적다.  7을 법으로 p의 위수인 n_p에 대해 q =7 또는 q = p np 중 하나 인 경우에만 PSL(2, q )가 후르비츠라는 것을 알 수 있다. 실제로, PSL(3, q )는 q = 2인 경우에만 후르비츠이고, PSL(4, q )는 결코 후르비츠가 아니며, PSL(5, q )는 q = 7 4 또는 q = pnp 인 경우에만 후르비츠이다. (Tamburini & Vsemirnov 2006)   .
마찬가지로 리 유형의 많은 군이 후르비츠이다. 큰 랭크의 유한 고전 군은 후르비츠이다 (Lucchini & Tamburini 1999)   . G2 유형의 예외적인 리 군과 2G2 유형의 이임학 군은 거의 항상 후르비츠 군이다(Malle 1990). 낮은 랭크의 예외적이고 비틀린 리 군의 다른 계열은 후르비츠로 표시된다 (Malle 1995).
후르비츠 군으로 생성될 수 있는 12개의 산재 군들 있다. 얀코 군 J 1, J 2 및 J 4, 피셔 군 Fi 22 및 Fi' 24, 루드발디스 군, Held 군, 톰슨 군, 하라다– 노턴 군, 세 번째 콘웨이 군 Co 3, 라이언스 군 및 괴물군, (Wilson 2001).

## 역사
후르비츠 자기 동형군 정리는 아돌프 후르비츠가 1893년에 증명하였다.